# Pambdelurion whittingtoni

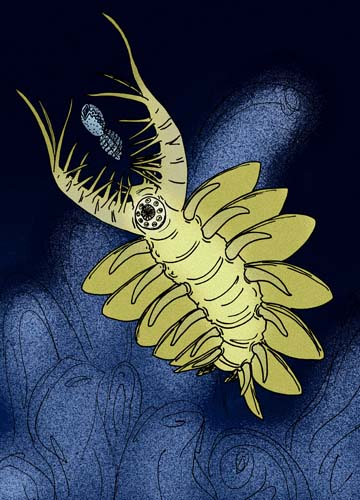
Реконструкция

Pambdelurion whittingtoni (лат.) — вид вымерших нектонных организмов из нижнекембрийских лагерштеттов Сириус-Пассет в Гренландии. Его анатомия убедительно свидетельствует о том, что он, наряду со своим родственником Kerygmachela kierkegaardi, был либо представителем семейства аномалокаридид, либо их близким родственником. Единственный вид входит в состав рода Pambdelurion.
У P. whittingtoni была пара массивных передних конечностей, которые соответствовали хватательным конечностям других аномалокаридид. Передние конечности несли ряд гибких, похожих на волосы, маленьких шипов, которые соответствовали каждому сегменту каждой конечности. В отличие от K. kierkegaardi, рот P. whittingtoni был относительно большим, хотя, по-видимому, он не имел больших кусающих поверхностей, как рот аномалокариса. У него было 11 пар боковых долей и 11 пар относительно крупных лапоподобных ног. Ни у одного из окаменелых образцов нет никаких признаков наличия задних церок или хвостовых лопастей.
Массивные передние конечности с гребнеобразными рядами шипов позволяют предположить, что P. whittingtoni питался планктоном.